# Equipe taiwanesa na Copa Davis
A equipe taiwanesa na Copa Davis, sob o nome de Taipé Chinesa, representa Taiwan na Copa Davis, principal competição de tênis masculina por equipes do mundo. É administrada pela Chinese Taipei Tennis Association.
O nome Taipé Chinesa foi introduzido em 1981.